# Дисстон, Хорас
Хорас Камберленд Дисстон (англ. Horace Cumberland Disston; 7 января 1906, Филадельфия, Пенсильвания — 30 сентября 1982, Камден, Мэн) — американский хоккеист на траве, полузащитник. Бронзовый призёр летних Олимпийских игр 1932 года, участник летних Олимпийских игр 1936 года.

## Биография
Хорас Дисстон родился 7 января 1906 года в американском городе Филадельфия.
Учился в Принстонском университете, играл в хоккей на траве и хоккей с шайбой за его команду. Впоследствии играл в хоккей на траве за крикетный клуб Филадельфии.
В 1932 году вошёл в состав сборной США по хоккею на траве на летних Олимпийских играх в Лос-Анджелесе и завоевал бронзовую медаль. Играл на позиции полузащитника, провёл 2 матча, мячей не забивал.
В 1936 году вошёл в состав сборной США по хоккею на траве на летних Олимпийских играх в Берлине, поделившей 10-11-е места. Играл на позиции полузащитника, провёл 3 матча, забил 1 мяч в ворота сборной Японии.
Впоследствии переехал в штат Мэн, где открыл свой бизнес.
Умер 30 сентября 1982 года в американском городе Камден в штате Мэн.